# 馬子草温泉
馬子草温泉（まごそおんせん）は、大分県玖珠郡九重町（旧国豊後国）にある温泉。
九重・飯田高原観光協会が提唱する「くじゅう連山温泉郷」の一つにも数えられる。

## 泉質
きずな
- 含茫硝重曹酸土類泉
  - 泉色：緑褐色
  - 泉温：52℃

民宿はんだこうげん
- ナトリウム・カルシウム・マグネシウム -炭 酸水素塩・硫酸塩泉
  - 泉色：無色、透明
  - 泉温：49.8℃
  - ph：6.9
  - 飲用：可

## 温泉地
「馬子草」という名は付近の地名に因む。九重九湯のうちの筌の口温泉の近くに位置しており、鉄分を多く含んだ泉質も筌の口温泉に類似する。なお、本温泉自体は、九重九湯には含まれない。露天風呂からは、飯田高原越しに三俣山、星生山、硫黄山などの九重連山が一望できる。

## 歴史
2000年開湯の新しい温泉。開湯当初は一軒宿の温泉であったが、後に温泉地内の宿が新たに出来ている。

## 交通
- 鉄道・バス：JR九州久大本線豊後中村駅から日田バスくじゅう登山口行きで約25分、飯田高原局前停留所下車徒歩約10分
- 車：大分自動車道九重ICから県道40号を飯田高原方面へ約13km